# Euchalinus flavipes
Euchalinus flavipes är en stekelart som först beskrevs av Cameron 1903.  Euchalinus flavipes ingår i släktet Euchalinus och familjen brokparasitsteklar. Inga underarter finns listade i Catalogue of Life.